# Myrmeleon yemenicus
Myrmeleon yemenicus is een insect uit de familie van de mierenleeuwen (Myrmeleontidae), die tot de orde netvleugeligen (Neuroptera) behoort. 
Myrmeleon yemenicus is voor het eerst wetenschappelijk beschreven door Hölzel in 2002.